# Stephan Bildstein
Stephan Bildstein (* 26. Dezember 1751 in Ochsenhausen; † nach 1809) war ein deutscher Maler.

## Leben
Stephan Bildstein meldete sich 1788 in Bern an. Er gab an, aus Meersburg zu stammen und Hofmaler des Fürstbischofs von Konstanz gewesen zu sein. In Bern fertigte er 1788/89 mindestens ein Dutzend Bildnisse von Patriziern an.
1796 hielt er sich in Rothenburg ob der Tauber auf.
In der Grafschaft Hohenlohe-Neuenstein wurde er als Hofmaler und später als Hausmeister «in den Schlössern des untern Landes» angestellt.
Er wurde 1809 für die Malereien des Speisesaales in Schloss Löwenstein berufen.

## Werke (Auswahl)
- Maximilian Christoph von Rodt, um 1775.
- Bildnis eines unbekannten Herrn, um 1788/89.[5]
- Daniel Fellenberg, 1789.[6]
- Johann Rudolf Stettler, 1789.[7]
- Henriette Stettler-Herport, 1789.[8]
- Sophia Renger-Walther, 1796.[9]